# Bridgeport (Connecticut)
 For alternative betydninger, se Bridgeport. (Se også artikler, som begynder med Bridgeport)
Bridgeport er en amerikansk by og delstaten Connecticuts største med sine 148.654(2020) indbyggere. 
Byen indgår i New Yorks storbyområde.